# Sergueï Dronov
Sergueï Vladimirovitch Dronov (en russe : Сергей Владимирович Дронов), né le 11 août 1962 dans le village d'Almazovka, (oblast de Vorochilovgrad, RSS d'Ukraine, URSS), est un chef militaire russe, commandant de l'armée de l'air, commandant en chef adjoint des forces aérospatiales de la fédération de Russie depuis 2019, commandant en chef adjoint des forces aérospatiales (2015 - 2019), général de corps d'armée (2014).

## Biographie
Dronov est né le 11 août 1962 dans le village d'Almazovka, raïon de Rovenkovsky, oblast de Vorochilovgrad, RSS d'Ukraine.
En 1983, il sort diplômé de l'école supérieure de pilotage de l'aviation militaire de Ieïsk. En septembre 1981, lors de sa formation, Sergueï Dronov, aux commandes d'un L-29, est percuté par un oiseau dans la prise d'air de l'avion. Dronov parvient à atterrir avec le train d'atterrissage rentré sur un terrain fauché à l'extérieur de la ville. En mars 1982, par décret du Présidium du Soviet suprême de l'URSS, pour le courage et l'héroïsme dont il a fait preuve, le cadet Dronov reçoit l'ordre de l'Étoile rouge, récompense exceptionnelle pour un cadet.
De 1983 à 1990, il sert comme pilote d'un régiment d'aviation de chasseurs-bombardiers dans le district militaire biélorusse.
En 1992, il est diplômé de l'Académie de l'armée de l'air Iouri Gagarine, et, en 2007, de l'Académie militaire de l'état-major général des forces armées.
Il sert dans les unités de l'armée de l'air des districts militaires du Caucase du Nord et de l'Extrême-Orient. Il monte l'échelle militaire de pilote, commandant de bord, commandant adjoint d'un escadron d'aviation, commandant adjoint d'un régiment d'aviation pour la formation au pilotage, commandant adjoint et à commandant d'un régiment d'aviation.
En 2008, il est nommé commandant de la 303e division d'aviation mixte du district militaire d'Extrême-Orient de Smolensk.
En août 2009, il est nommé au poste de commandant adjoint, puis en octobre 2010, commandant de la 3e direction de l'armée de l'air et des défenses anti-aériennes.
En 2013, il est nommé commandant en chef adjoint de l'armée de l'air. Le grade militaire de Lieutenant général lui est décerné par décret du président de la Russie le 11 août 2014.
Le 1er août 2015, dans le cadre de la formation des forces aérospatiales, il est nommé au poste de commandant en chef adjoint des forces aérospatiales russes.
À partir du 30 septembre 2015, il dirige le groupe d'aviation des forces aérospatiales russes en Syrie . Du 26 septembre au 22 novembre 2017, il a été commandant en chef des forces aérospatiales d'office.
En juillet 2019, il est nommé commandant de l'armée de l'air russe, commandant en chef adjoint des forces aérospatiales de la fédération de Russie, jusqu'au 24 juillet 2024, date à laquelle lui succède le Lieutenant général Sergueï Kobylach

## Décorations
- Ordre de Joukov[4] ;
- Deux Ordres du Courage ;
- Ordre du mérite militaire ;
- Ordre de l'Etoile Rouge (mars 1982) - pour le courage et l'héroïsme démontrés dans le sauvetage des biens socialistes (avion défectueux) ;
- Médaille "70 ans des forces armées de l'URSS" (1988);
- Médailles départementales et publiques de la fédération de Russie ;
- Titre honorifique "pilote militaire honoré de la fédération de Russie" .